# (1297) Кадея
(1297) Кадея (нем. Quadea) — астероид главного пояса, который был открыт 7 января 1934 года немецким астрономом Карлом Рейнмутом в обсерватории Хайдельберг в Германии. Астероид назван в честь родственников со стороны жены брата Карла Рейнмута, профессора Э.Рейнмута.
Длительность одного оборота астероида Кимбрия вокруг Солнца составляет 5,247 года.